# Gabriela Cabezón Cámara
Gabriela Cabezón Cámara (ur. 1968 w Buenos Aires) – argentyńska dziennikarka, pisarka i aktywistka feministyczna. Jedna z założycielek ruchu Ni una menos (pol. Ani jednej mniej) walczącej z przemocą skierowaną w kobiety.

## Twórczość
Jej proza należy często do nurtu literatury queerowej. Z dobrym odbiorem, także krytyków, spotkała się powieść Matka Boska Łepetyńska (his. La Virgen Cabeza, 2009), opowiadająca o losach trans-prostytutki z Buenos Aires, która wskutek objawień staje się dla okolicznych obiektem kultu. Porusza często kwestie tożsamości, płci i przemocy, korzystając przy tym także z humoru. Widziałaś twarz Boga (his. Le vistela cara a Dios, 2011) powstała w ramach konkursu adaptacji dziecięcych bajek (jako Śpiąca królewna) i opowiada o losach porwanej i zmuszanej do prostytucji kobiety. Pogodniejsze są Przygody żonki Iron (his. Las aventuras de la China Iron, 2017) nawiązujące do argentyńskiej epopei Martin Fierro. Fragmenty tych powieści opublikowane zostały w Polsce w „Literaturze na Świecie”.

## Proza
Mroczna trylogia:
- Matka Boska Łepetyńska, his. La Virgen Cabeza, 2009
- Widziałaś twarz Boga, his. Le vistela cara a Dios, 2011
- Romanca o czarnej blondynce, his. Romance de la negra rubia, 2014
- Przygody Żonki Iron, his. Las aventuras de la China Iron, 2017